# Shandingdong-Mensch
Als Shandingdong-Menschen (chinesisch 山顶洞人, Pinyin Shāndǐngdòngrén, englisch Upper Cave Men – „Menschen aus der oberen Höhle“) werden Fossilien  von anatomisch modernen Menschen (Homo sapiens) bezeichnet, die 1933/34 in Nordchina entdeckt wurden.

## Die Funde
Die drei Schädel mit der Archivnummer UC 101, UC 102 und UC 103 (UC für „upper cave“) waren von dem chinesischen Archäologen Pei Wenzhong in einer Höhle auf dem Gipfel des Berges Lónggǔshān 龙骨山 („Drachenknochenberg“) südöstlich von Peking entdeckt worden, oberhalb der Zhoukoudian-Stätte, der Fundstätte des Peking-Menschen (Homo erectus pekinensis). Alle vor der Staatsgründung der VR China (1949) entdeckten Fossilien der „Menschen aus der oberen Höhle“ wurden 1941 in amerikanische Hände übergeben; ihr Verbleib ist ungeklärt, für erneute Analysen stehen daher heute nur Abgüsse zur Verfügung.
Das Alter der Funde wurde aufgrund von gleichzeitig gefundenen, andernorts bereits datierten Tierfossilien von Franz Weidenreich zunächst als jungpleistozän beschrieben. Neuere Radiokohlenstoffdatierungen der Fundschichten grenzen das Alter der Fossilien auf mindestens 10.000 Jahre und höchstens 24.000 bis 29.000 Jahre ein, da die Zugehörigkeit der Tierfossilien zur Fundschicht der Homo-Fossilien nicht zweifelsfrei gesichert ist.

## Ethnische Zuordnung
Ob die anatomischen Merkmale der Schädel der Shandingdong-Menschen eher als Vorläufer der Proto-Mongolen zu deuten sind oder auf spätere ostasiatische Charakteristika verweisen, wurde kontrovers erörtert; eine 2003 publizierte Studie legt beim Schädel UC 101 anatomische Gemeinsamkeiten mit modernen europäischen Populationen nahe, beim Schädel UC 103 hingegen mit modernen australo-melanesischen Populationen.

## Lebensweise
In der Nähe der Fundstätte wurden eine Vielzahl von Werkzeugen sowie Knochen von Wirbeltieren gefunden, was darauf schließen lässt, dass die Shandingdong-Menschen Jäger und Fischer waren. Gleichzeitig fand man auch Knochennadeln, woraus geschlossen wird, dass sie vermutlich aus Fellen auch Kleidung herstellen konnten. Ferner belegen Fundstücke, dass Schmuck aus bunten Steinperlen, Kieseln, Tierzähnen, Fischknochen und Muschelschalen hergestellt wurde, der gelegentlich auch farbig bemalt war. Es liegt die Vermutung nahe, dass die Shandingdong-Menschen animistische Vorstellungen hatten, denn ganz in der Nähe des Fundortes wurden auch Bestattungsstätten gefunden.

## Shandingdong-Faunengemeinschaft
Nach dem Fundort ist auch die fossile Shandingdong-Faunengemeinschaft benannt (山顶洞动物群,  Shandingdong dongwuqun, englisch Upper Cave fauna – „Shandingdong-Fauna“).